# Pleven-terv
A Pleven-terv az eredeti hat EGK-ország integrált védelmi együttműködésére vonatkozó első terv, amelyet René Pleven francia miniszterelnök javasolt 1950-ben.

## Előzményei
1950 augusztusára formát öltöttek az Európai Szén- és Acélközösség intézményei. Jean Monnet-hoz júniusban – nem sokkal a Schuman-konferencia kezdete után – jutott el a hír, hogy Észak-Korea támadást indított Dél-Korea ellen. A kettéosztott Korea és a kettéosztott Németország közötti párhuzam gyakran okozott az európai politikusoknak álmatlan éjszakákat. Konrad Adenauer német kancellár meg volt róla győződve, hogy Sztálinnak ugyanaz a terve Németországgal, mint Koreával. Amerika viszont csak azzal a feltétellel járult hozzá Nyugat-Európa védelméhez, hogy az európaiak maguk is megfelelő erőfeszítéseket tesznek ennek érdekében. Ez pedig lehetetlen volt a német hadsereg nélkül. Emiatt vált szükségessé egy közös európai haderő terve, melyet felkarolójáról Pleven-tervnek neveztek el.
Amerika utasította a NATO tagországait, hogy 1950. augusztus 5-ig jelezzék, mekkora hadsereget tudnának felállítani. Augusztus 11-én az Európa Tanács tanácsadó testülete, melynek elnöke Winston Churchill volt, egy egységes Európai Hadsereg azonnali létrehozását javasolta egy közös európai védelmi miniszter fennhatósága alatt. Az amerikai elképzelés az volt, hogy Németország állítson fel egy tíz hadosztályból álló haderőt, amelyet bevonnának a közös Európai Hadseregbe. Szeptemberre kikristályosodott az amerikaiak álláspontja is: csak akkor hajlandóak további csapatokat küldeni Európába, ha az európaiak felállítanak hatvan hadosztályt, melyből tízet Németországnak kell adnia: meg kell adni Németországnak a módot arra, hogy megvédje magát.
Németország és Franciaország kerek perec elutasította a javaslatot. Jean Monnet viszont meg volt róla győződve, hogy az újrafegyverkezést közösen és egységesen kell véghezvinni, nem országonként. Szerinte nem annyira anyagi, mint politikai összefogásra lenne szükség. Monnet jelezte Plevennek, hogy három lehetőség maradt: semmit sem csinálni; támogatni a német újrafegyverkezést; vagy kiterjeszteni a Schuman-tervet a hadügyekre is. Nem nagyon lehetett válogatni. Szeptember végére eldöntötték, hogy Franciaországnak a Schuman-tervhez hasonló védelmi közösség javaslatával kell előállnia, ami „Németországot Európához csatolja egy kibővített Schuman-terv segítségével”.

## Jean Monnet szerepe a Pleven-tervben
Monnet és kis csapata azonnal nekiállt az európai védelmi terv kidolgozásának. A tervet ez esetben nem Monnet találta ki, hiszen az már a levegőben lógott, de ő volt az, aki magáévá tette a gondolatot, és formába öntötte azt a párizsi kormány számára. Ezek után minden erejével azon volt, hogy elfogadtassa a tervet a parlamenttel is. Nem volt könnyű dolga, mert senki sem lelkesedett az ötletért. René Pleven francia miniszterelnök később azt írta, hogy „a körülmények hozták úgy, hogy ilyen korán kellett előhozakodnunk az Európai Hadsereggel: még nem érett meg az elképzelés”.
Pleven elmondta beszédét a parlamentben. A tervezet szerint az európai hadsereg a NATO védőernyője alatt jönne létre, egy európai védelmi miniszter irányítaná, és közös parancsnoksága és közös költségvetése lenne. A fegyverek beszerzéséről is együttesen gondoskodnának. A beszéd hangsúlyozta, hogy ez a hadsereg a nemzeti haderők mellett létezne. A németek kivételével, akik csak az Európai Hadseregben vennének részt, minden ország megtartaná nemzeti hadseregét is. A tervet általános gyanakvás fogadta.

## A NATO és a Pleven-terv
Az európai védelem megoldására tehát már két javaslat is létezett. Az egyik az amerikaiak észak-atlanti szervezete volt (NATO), amelyet a franciákon kívül mindenki elfogadott, Adenauert is beleértve. Ha ez megvalósul, Németország nemzeti hadsereget állíthat fel, hadvezetőség nélkül, amerikai parancsnokság alatt. A másik elképzelés alapja a közös európai hadsereg volt, szintén NATO parancsnokság alatt, de egy közös európai miniszter hatáskörében, ami elkerülhetővé tette volna a német védelmi minisztérium és hadvezetőség felállítását. Ez utóbbi megoldás kevésbé tetszett a katonaságnak és a politikusoknak, így a tárgyalások egyelőre az Észak-atlanti Szövetség létrehozásáról indultak meg 1951 januárjában, a németországi Petersbergben. Egy hónappal később azonban a francia terv megvitatására is sor került Párizsban.

## Monnet és Eisenhower
Monnet 1951. június 21-én találkozott Eisenhowerrel. Monnet elmondta, hogy a fegyverkezés miatt kirobbant francia-német viszályt csak egy Európai Védelmi Közösség létrehozása szüntetheti meg. „A nyugat ereje nem a hadsereg méretében, hanem az egységben és a közös akaratban rejlik” – mondta Monnet a tábornoknak. „Ha siettetjük a hadseregek felállítását, csak újra felszítjuk az ellenséges érzelmeket, és ez katasztrófa lenne az európai biztonságra nézve”.  Eisenhower egyetértett vele abban, hogy ez elsősorban nem katonai, hanem politikai ügy. Az amerikai álláspont megváltozása azonban önmagában kevés volt. A franciákra várt a feladat, hogy a Pleven-tervet megtisztítsák a németek szempontjából nyilvánvalóan diszkriminatív elemektől. A közös hadseregről való francia elképzelés nemsokára mindenki számára elfogadhatóvá vált.

## A szerződés aláírása és a terv bukása
Az Európai Védelmi Közösségről szóló szerződést 1952. május 27-én írták alá. A szerződés szerint a közös miniszter helyett egy kilencfős vezető testület hozta volna a döntéseket, a Miniszteri Tanács és a Közgyűlés felügyelete mellett. A Közgyűlés az ESZAK Közgyűlésének kibővítésével jött volna létre. A későbbiekben egy közvetlenül választott parlament és egy a nemzeti parlamentek által megválasztott szenátus mellett egy öttagú végrehajtó tanács, egy miniszteri tanács és egy bíróság alkotta volna az új politikai közösséget, amely két éven belül átvette volna az ESZAK és a Védelmi Közösség feladatait is. 
Pierre Mendès France francia miniszterelnök kijelentette, hogy jelenlegi formájában a parlament nem fogja elfogadni a tervezetet, hosszas megbeszéléseket folytatott Paul-Henri Spaak belga külügyminiszterrel, majd Brüsszelben találkozott a többi öt tagország képviselőivel, és további enyhítéseket kért. Az Ötök már mind ratifikálták a szerződést, és ekkorra már elfogyott a türelmük. Az értekezlet kudarcba fulladt. A miniszterelnök ezután ellenszenvét nem leplezve 1954. augusztus 30-án szavazásra bocsátotta a szerződést, amit 319 szavazattal 264 ellenében elutasítottak. A terv elbukott a franciák ellenállásán. 
Ennek eredményeképpen Európa a NATO védőszárnyai alá került, Németország önálló hadsereget kapott.
Ezután döntött úgy Jean Monnet és az európai föderalisták, hogy a helyzet még nem érett egy ilyen tervre, és először a gazdasági ügyekre kell koncentrálni, amelyet csak később fog követni a politikai és katonai integráció, nem pedig fordítva. 